# Gōshi Ōkubo
Gōshi Ōkubo (jap. 大久保 剛志, Ōkubo Gōshi; * 14. Juni 1986 in Iwanuma) ist ein ehemaliger japanischer Fußballspieler.

## Karriere
Gōshi Ōkubo erlernte das Fußballspielen in der Jugendmannschaft des Zweitligisten Vegalta Sendai in Sendai. Hier unterschrieb er 2005 auch seinen ersten Profivertrag. Von 2008 bis 2010 wurde er an den Drittligisten Sony Sendai FC ausgeliehen. Hier schoss er 29 Tore in 72 Spielen. 2012, nach Beendigung des Vertrags bei Vegalta Sendai, nahm ihn Sony Sendai fest unter Vertrag. Nach 47 Spielen und 13 Toren wechselte er Mitte 2013 nach Yamagata, wo er einen Vertrag beim Zweitligisten Montedio Yamagata unterschrieb. Bis Dezember kam er auf sieben Einsätze. 2014 verließ er Japan und wechselte nach Thailand. Hier unterschrieb er einen Vertrag in Bangkok bei Bangkok Glass. Der Verein spielte in der höchsten Liga des Landes, der Thai Premier League. 2016 ging er nach Rayong und schloss sich dem Zweitligisten PTT Rayong FC an. Mitte 2018 wurde er für sechs Monate an den japanischen Zweitligisten Kyōto Sanga ausgeliehen. Nach seiner Rückkehr nach Rayong wurde der Vertrag nicht verlängert. Der Aufsteiger MOF Customs United FC aus Bangkok verpflichtete ihn Anfang 2019. Nach einer Saison wechselt er 2020 zum Ligakonkurrenten Navy FC nach Sattahip. 2020 absolvierte er 14 Zweitligaspiele für die Navy. Ende Dezember 2020 verließ er den Verein und schloss sich dem im nahegelegenen Rayong dem Erstligisten Rayong FC an. Am Ende der Saison 2020/21 musste er mit Rayong als Tabellenletzter in die zweite Liga absteigen. Nach dem Abstieg verließ er Rayong und schloss sich zur Saison 2021/22 seinem ehemaligen Verein Navy FC an. Am Ende der Saison 2021/22 musste er mit der Navy als Tabellenletzter in die dritte Liga absteigen. Nach dem Abstieg wurde sein Vertrag nicht verlängert. Im August 2022 unterschrieb er einen Vertrag beim Drittligisten Bangkok FC. Mit dem Hauptstadtverein spielte er 39-mal in der Bangkok Metropolitan Region der Liga. Ende Dezember 2024 beendete er seine Karriere als Fußballspieler.

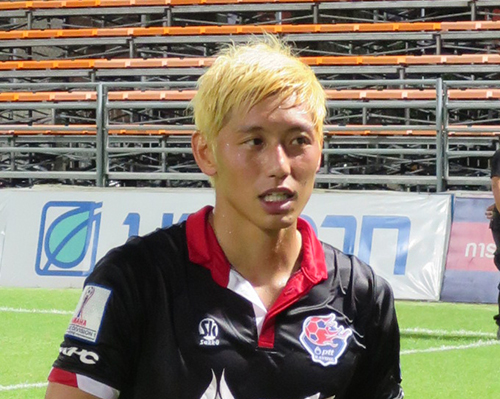
Ōkubo im Trikot vom PTT Rayong

## Erfolge
Bangkok Glass FC
- Thailändischer Pokalsieger: 2014